# باولا عبدول
باولا جولي عبدول (بالإنجليزية: Paula Abdul) (مواليد 19 يونيو، 1962) فنانة أمريكيّة سوريّة مشهورة، لوالد يهودي من مدينة حلب. معروفة كمغنية وكمصممة رقص كبيرة في هوليوود وسابقاً كأحد أعضاء لجنة التحكيم في برنامج السوبر ستار الأميريكي «أميريكان آيدول».

## وصلات خارجية
- باولا عبدول على موقع IMDb (الإنجليزية)
- باولا عبدول على موقع ميتاكريتيك (الإنجليزية)
- باولا عبدول على موقع الموسوعة البريطانية (الإنجليزية)
- باولا عبدول على موقع روتن توميتوز (الإنجليزية)
- باولا عبدول على موقع ألو سيني (الفرنسية)
- باولا عبدول على موقع ميوزك برينز (الإنجليزية)
- باولا عبدول على موقع رولينغ ستون (الإنجليزية)
- باولا عبدول على موقع أول موفي (الإنجليزية)
- باولا عبدول على موقع قاعدة بيانات الأفلام السويدية (السويدية)
- باولا عبدول على موقع إن إن دي بي (الإنجليزية)
- Paula Abdul official Site for her New Album
- A Direct Interview with Paula Abdul